# Naya Rivera
Naya Marie Rivera (Valencia, 12 de janeiro de 1987 — Lago Piru, 8 de julho de 2020) foi uma atriz e cantora estadunidense, de origem portoriquenha e alemã por parte de pai e portoriquenha por parte de sua mãe. Reconhecida por seu trabalho na popular série de comédia dramática musical Glee, na qual estrelou de 2009 a 2015, ela recebeu vários prêmios, incluindo um Screen Actors Guild Award e indicações para dois Grammy Awards.
Ela começou sua carreira como atriz e modelo infantil, aparecendo pela primeira vez em comerciais de televisão nacionais. Aos quatro anos, ela conseguiu o papel de Hillary Winston na sitcom de curta duração da CBS The Royal Family (1991–1992), ganhando uma indicação ao Young Artist Award aos cinco anos. Depois de uma série de papéis recorrentes na televisão e, em seguida, participações especiais quando adolescente, ela conseguiu seu papel de destaque em 2009 como Santana Lopez na série de televisão da Fox, Glee. Pelo papel, ela recebeu aclamação da crítica e vários prêmios, incluindo um SAG Awards e um ALMA Award, além de ganhar indicações com o resto do elenco para dois Grammy Awards e um Brit Awards.
Ela assinou com a Columbia Records como artista musical solo em 2011 e - apesar de nunca ter lançado um álbum de estúdio - lançou um single, " Sorry ", em 2013. Ela ganhou dois prêmios ALMA Awards como artista musical. Na tela grande, Rivera fez sua estreia no filme de terror At the Devil's Door (2014) antes de desempenhar um papel coadjuvante na comédia Mad Families (2017). Além de se apresentar, Rivera defendeu várias causas beneficentes, particularmente pelos direitos LGBT , direitos dos imigrantes e direitos das mulheres. Ela também se manifestou contra o racismo, especialmente no entretenimento. Sua vida pessoal atraiu significativa atenção da imprensa e da mídia ao longo de sua carreira e, em 2016, ela publicou um livro de memórias intitulado Sorry Not Sorry: Dreams, Mistakes, and Growing Up . Por causa de seus papéis variados ao longo de suas três décadas como artista, Rivera é vista como tendo sido uma vanguarda da representação afro-latina e LGBT na televisão.
Em 8 de julho de 2020, Rivera se afogou no Lago Piru , perto de Santa Clarita, Califórnia , enquanto estava em um barco com seu filho de quatro anos. Após uma busca de cinco dias, seu corpo foi recuperado do lago na manhã de 13 de julho. Na época de sua morte, ela estava entre temporadas da série de televisão Step Up , na qual interpretou Collette Jone Mais conhecida por seu papel na série televisiva Glee interpretando Santana Lopez.

## Carreira
Ainda bebê, Rivera apareceu em comerciais da Kmart, mas sua primeira atuação significativa foi aos quatro anos de idade, quando ela estrelou como Hillary Winston no produção de Eddie Murphy, The Royal Family em 1991. O show recebeu críticas positivas e altas classificações inicialmente, mas quando a estrela Redd Foxx sofreu um súbito ataque cardíaco no set do show e nunca se recuperou o show logo foi cancelado. No entanto, Rivera recebeu uma indicação ao Young Artist Award por sua atuação. Entre 1992 e 2002 teve pequenos papéis em  The Fresh Prince of Bel-Air, Family Matters, Live Shot, Baywatch, Smart Guy, The Jersey, House Blend, Even Stevens e Mestre do Disfarce. Em 2002 também apareceu no vídeo da música de B2K "Why I Love You". Ela foi contratada para um único episódio de aparição no The Bernie Mac Show, em 2002, mas foi trazida de volta para trabalhar em mais dez episódios em toda a todas as cinco temporadas. Mais tarde foi destaque em episódios de 8 Simple Rules e CSI: Miami. Entre as audições e os papéis, Rivera trabalhou como uma operadora de telemarketing, uma babá, e uma atendente em uma loja da Abercrombie & Fitch. Em 2006 e 2007, Rivera participou de uma produção de Mark E. Swinton, "U Don't Know Me: The Musical", em Los Angeles e quando a produção foi tomada em turnê nacional.

### Glee

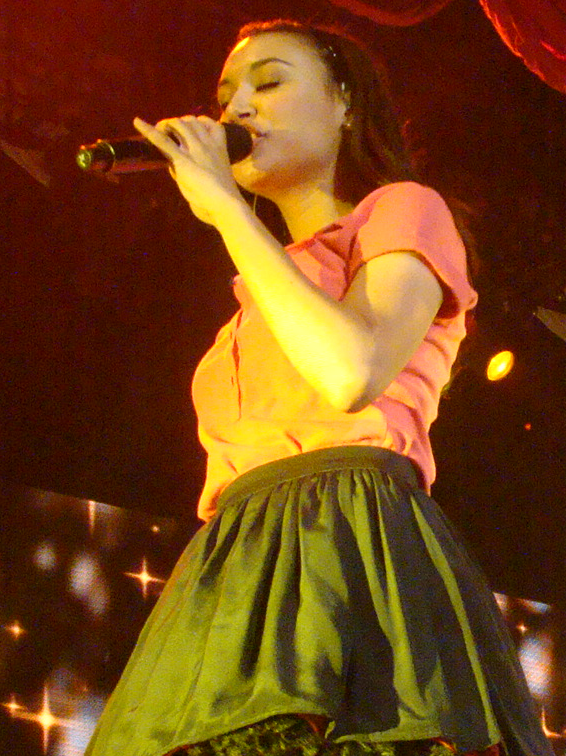
Rivera como Santana Lopez durante a Glee Live! In Concert! em 2011

Em 2009, Naya Rivera foi escalada como membro do esquadrão de líder de torcidas 'Cheerios' como Santana Lopez na comédia musical série Glee, da FOX, sobre um clube do coral colegial. O personagem de Rivera sai como uma líder de torcida de coração frio e cruel, que muitas vezes mostra seu lado mais suave com a colega líder de torcida Brittany (interpretada por Heather Morris). Rivera fez o teste para a oportunidade "para cantar, dançar e atuar tudo no mesmo show," e porque era fã do trabalho anterior do co-criador Ryan Murphy em Nip/Tuck.
Rivera se baseou em sua própria experiência de ensino médio de impopularidade para se preparar para o papel, bem como assistir a filmes como Meninas Malvadas para "realmente ficar na zona e se sentir como um Sophomore mal-intencionado". Ela descreveu Santana como "sua típica cheerleader, em sua maior parte do tempo". Ela tem caracterizado Santana como "um pouco de uma menina má que é muito sarcástica". Depois de ter seu tempo na TV seu envolvimento musical aumentou na segunda metade da primeira temporada, Rivera foi promovida ao status normal da série oficial a partir do início da segunda temporada. Ela recebeu seu primeiro solo no quinto episódio da segunda temporada, "The Rocky Horror Glee Show", e realizou vários outros como o prosseguimento da temporada. Durante a segunda temporada, o papel de Rivera na série foi radicalmente alterado quando foi revelado que sua personagem era lésbica. Rivera retratou Santana lutando para chegar a termos com sua sexualidade, com o seu amor por sua melhor amiga, e com a sua incapacidade de sair do armário. Ela recebeu críticas favoráveis para seu desempenho. Em janeiro de 2011, Rivera apareceu em uma paródia de "Nuthin' but a 'G' Thang" chamado de "Nuthin' But a Glee Thang", co-escrito por Glee com a co-estrela Heather Morris. Durante a Glee Tour 2011, Rivera se juntou com Amber Riley para o dueto "River Deep - Mountain High" e cantou sozinha a música "Valerie", como os empréstimos de back-up vocals de várias outras canções. Em julho de 2011, Rivera foi indicada a dois prêmios do ALMA Awards, nas categorias de "Cantora feminina favorita" e "Atriz favorita de TV – Comédia". No mesmo ano o site BuddyTV classificou-a em 3º lugar da lista "100 mulheres mais sexy de 2011 da TV". Rivera recebeu uma grande quantidade de elogios dos críticos, tanto para sua atuação e suas performances cantando na parte final da segunda temporada e o início da terceira temporada. Como 2011 terminou, ela e sua personagem estavam em muitas listas "Best Of", incluindo "HitFix.com's 25 Breakout Stars of 2011", "Melhores Performances de 2011", pelo site TV Guide, "Melhores Personagens de TV de 2011" pela MTV, bem como outras listas! Na segunda metade da 3ª temporada, a aclamação da crítica de Rivera no papel de destaque continuou. Ela foi dada com a oportunidade de fazer um dueto com Ricky Martin cantando a música 'La Isla Bonita', e trabalhar com Gloria Estefan, que foi dada como a mãe de Santana. Como a 3ª Temporada terminou haviam incertezas sobre quais personagens e atores voltariam na 4ª temporada, uma vez que uma grande parte dos personagens tinham completado o ensino médio. Enquanto freqüentava a FOX Upfronts em maio de 2012, Rivera confirmou que estaria retornando. Em 2014, Rivera junto à Lea Michele ganharam um People's Choice Award pela amizade de suas personagens na série. No final da série, a sua personagem, Santana Lopez, casou-se com Brittany, tendo o seu esperado final feliz.

### Fama desdeGlee

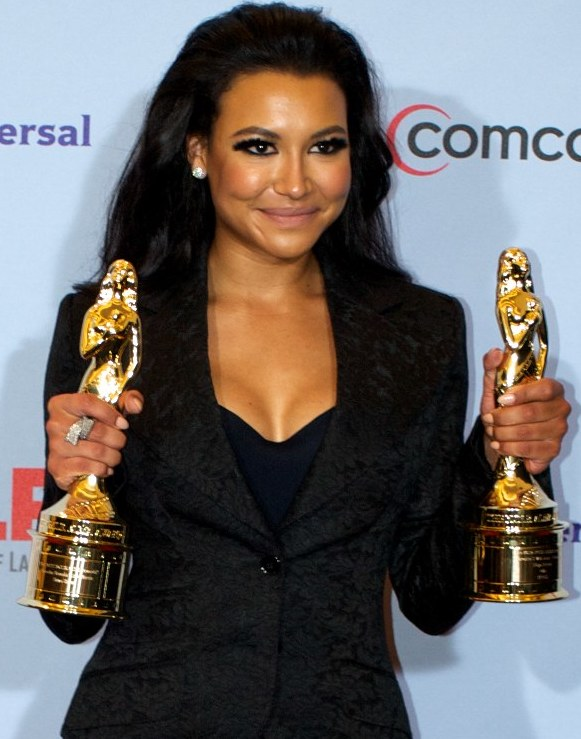
Rivera no Prêmio de Artes e Mídia da América Latina de 2012

Em 2010, Naya ficou em 61º lugar na lista Maxim Hot 100. No ano seguinte, ela foi classificada como 43º lugar. Em 2011, ficou em primeiro lugar na lista 'Hot 100 list' feita pelo site afterellen. Em maio de 2011, foi anunciado que Naya Rivera tinha assinado um contrato com a Columbia Records para produzir um álbum solo. No mesmo mês, Naya recebeu o Prêmio de San Francisco GLAAD Media. Em novembro de 2011, Naya e Amber Riley realizaram uma performance na 10th Annual Celebration of Dreams Event para a Dream Foundation (Fundação Sonho). Em dezembro de 2011 Rivera foi revelada como a mais nova celebridade porta-voz para a ProActiv. Em fevereiro de 2012, Rivera foi indicada para o prêmio NewNowNext a qual venceu. Em 24 de março de 2012, ela co-organizou a 23rd Annual GLAAD Media Awards, em Nova York, com o co-estrela Cory Monteith. As duas estrelas, junto com John Stamos, continuando uma tradição iniciada por Naya, quando sediou a 22nd Annual Media Awards em San Francisco, leiloou beijos para a multidão, levantando US$ 15 000.
Em abril de 2012, Rivera foi destaque na capa da revista Latina magazine. No mês seguinte, ela também foi destaque na edição inaugural do Cosmo for Latinas, e foi selecionada pela People en Español para a sua lista de 50 mais bonitas. Também em maio, Rivera também foi escolhida para '100 Sexiest Women list'a da revista FHM, chegando a posição 39º, e e também na lista 'Maxim Hot 100' pelo terceiro ano consecutivo, subindo dezesseis pontos para o número 27º. Na 'Hot 100 list' de 2012 pela After Ellen ela foi novamente classificada como primeiro lugar de mulher mais sexy. Como  Emmy Awards 2012 se aproximava, Naya foi considerada por muitos críticos e meios de comunicação como uma merecedora de uma nomeação. O Hollywood Reporter incluiu-a em seu "Emmy 2012: Supporting Players" sessão de fotos, e Rivera também foi homenageado pela E!, HitFix, o TV Guide, e outros! Ela também foi escolhida pela TV Academy para participar de um vídeo promocional para a próxima cerimônia de premiação. Em relação a temporada de premiações zumbido, Rivera comentou ao The Hollywood Reporter, "Para que as pessoas ainda pensam que eu seria considerada ou um bom candidato para a nomeação atriz coadjuvante é de sopro da mente para mim." Em outubro de 2012, Rivera foi destaque no terceiro episódio da nova série da MTV 'This Is How I Made It' (Isto é como eu fiz). No episódio, Rivera contou sua carreira infância como atriz e modelo, bem como os tempos de vacas magras que vieram na faixa etária entre 16 e 21 anos, levando até a sua grande oportunidade que está sendo lançada em Glee. Em dezembro de 2012, Rivera participou do Trevor Live event anual, onde se apresentou a sua visão sobre a música "Silent Night". Também em dezembro de 2012, a dupla 2Cellos lançou o segundo single de seu segundo álbum, um cover de "Supermassive Black Hole" do Muse com Rivera. Ela também estrelou o videoclipe para a canção e estrelou em recente comercial da M&M's que foi ao ar durante o Super Bowl XLVII em 03 de fevereiro de 2013, como a garota a quem o M&M "Red" está se referindo quando canta (que ela está tentando comê-lo) com um cover de Meat Loaf com a música I'd Do Anything For Love (But I Won't Do That). Ainda em 2013, Naya lançou seu primeiro single como carreira solo, "Sorry", com participação de seu ex-noivo Big Sean, alcançando o primeiro lugar no iTunes americano, brasileiro e em mais quinze países. Com o término de seu relacionamento Naya acabou não terminando o seu álbum, até então, nunca cancelado oficialmente. Em 2013 ainda emprestou a sua voz na dublagem de um curta natalino, The Naughty List, transmitida pelo canal Cartoon Network.
Em 2014, Rivera estava em seu maior momento, com sua agenda lotada entre as gravações de Glee, fazendo photoshoot para revistas famosas, casando com seu atual marido Ryan Dorsey e ainda estrelando um filme de terror paranormal, At The Devil's Door, o qual Naya foi a protagonista. Em 2015, esteve presente na sexta e última temporada de Glee, logo após sua saída da série, Rivera anunciou que estaria presente na terceira temporada de Devious Maids, como Blanca. No entanto, foi um ano de pouco trabalho para a atriz, pois a mesma estava aguardando a chegada de seu primeiro filho com Ryan Dorsey. Mesmo fora da televisão, Naya não parou de trabalhar em casa e anunciou seu primeiro livro, intitulado "Sorry Not Sorry: Dreams, Mistakes and Growing Up", lançado em setembro de 2016. No mesmo ano, Rivera gravou uma participação na animação "American Dad!", foi capa de três revistas e ainda gravou o filme de comédia da Sony Crackle, intitulada "Mad Families", que estreou no dia do seu aniversário do ano seguinte, em 12 de janeiro de 2017, nesse mesmo ano Rivera foi jurada do quarto episódio de RuPaul's Drag Race.

## Biografia
Naya Marie Rivera nasceu em 12 de janeiro de 1987 em Valencia, Califórnia, e viveu em ou ao redor de Los Angeles a maior parte de sua vida. Seus pais são George e Yolanda Rivera. Aos oito anos de idade, ela começou a ser representada pelo mesmo agente de talentos que sua mãe, que havia se mudado para Los Angeles.

### Vida pessoal
Naya dedicou seu tempo para várias organizações de caridade, incluindo a GLAAD, The Trevor Project, Stand Up to Cancer, The Elephant Project, e The Sunshine Foundation. Estudou composição com a idade de 15 anos. De acordo com Rivera, "Minha paixão pela música é um dos meus grandes amores." Naya afirmou que, se ela não poderia agir ou cantar, iria trabalhar como escritora. Ela já completou vários roteiros e scripts de televisão. O irmão de Rivera, Mychal, é um jogador de futebol americano, um tight end para o Oakland Raiders. Sua irmã, Nickayla, é uma modelo.
Rivera observou em uma entrevista à revista Latina que ela foi criada como uma cristã devoto, mas é muito particular sobre o assunto, observando o conflito que pode resultar de revelar tais informações. "É difícil, é meio triste que você não sinta a necessidade de pisar levemente quando você diz: "Sim, eu não vou à igreja, e sim, eu leio a Bíblia, porque uma vez que você fizer isso, as pessoas vão ser como, "Por que os peitos de fora? Por que sua exibição da barriga? Por que ela faz um papel de lésbica?" Eu não quero lidar com essas coisas, então eu realmente nunca discuto isso, é muito pessoal".
Naya casou-se com o ator Ryan Dorsey em uma praia no México em uma pequena e reservada cerimônia realizada no dia 19 de julho de 2014. Em 24 de fevereiro de 2015, a atriz confirmou em seu site oficial que o casal espera seu primeiro filho. No dia 17 de setembro de 2015, nasceu o primeiro filho do casal, Josey Hollis Dorsey.
Em 22 de novembro de 2016, após dois anos de casamento, Naya entrou com um pedido de divórcio e um pedido de guarda do filho Josey, mas, em outubro de 2017, a atriz pediu a anulação do divórcio e os dois voltaram a viver juntos.
Em 25 de novembro de 2017, Naya foi presa, acusada de agressão doméstica contra Ryan. Segundo a E!, a atriz teria atingido a cabeça de Dorsey com um objeto, ferindo o rosto do ator, durante um passeio com o filho de dois anos do casal.

### Desaparecimento e morte

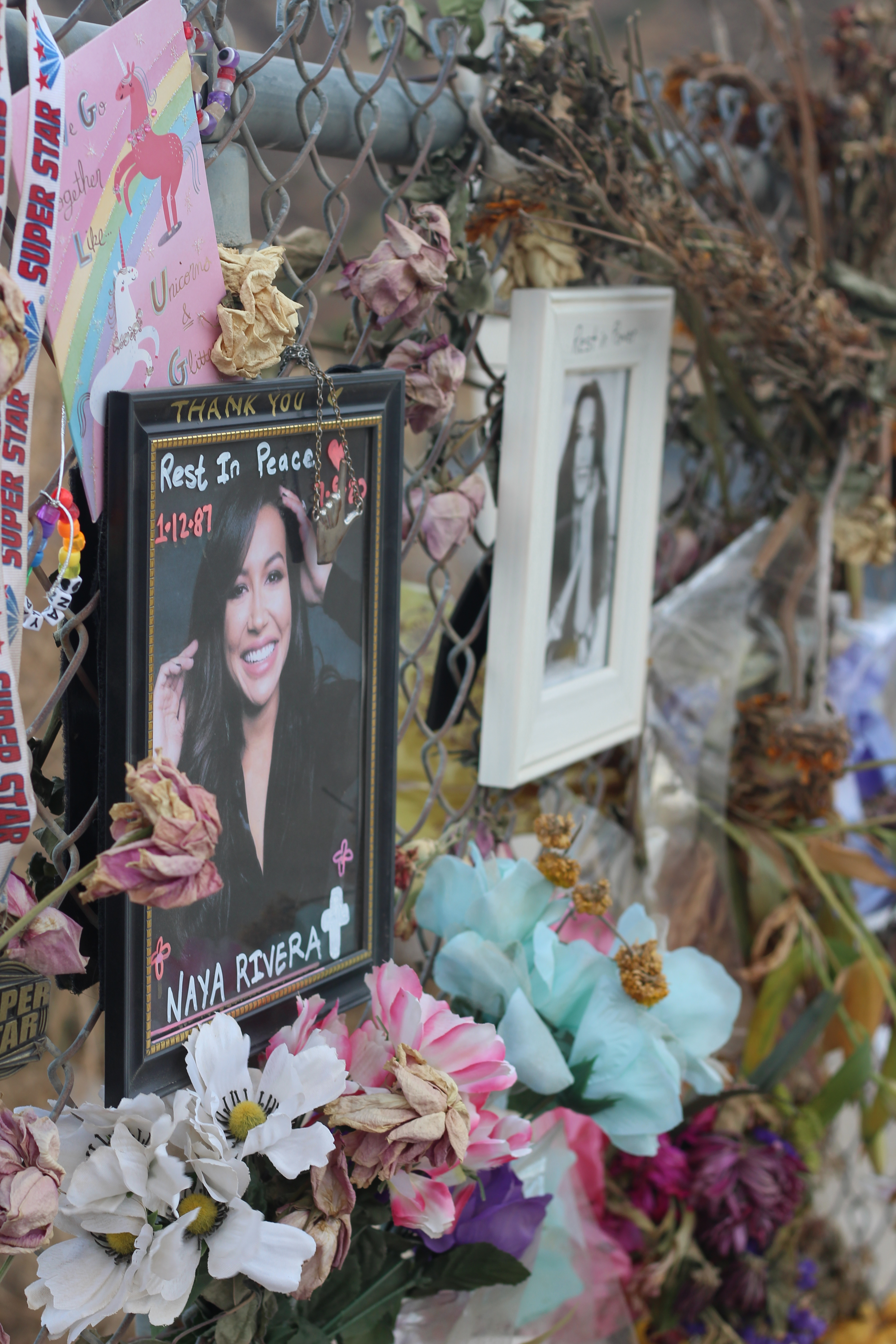
Memorial para Naya Rivera no Lago Piru.

Em 8 de julho de 2020, Rivera foi declarada como pessoa desaparecida depois que seu filho de quatro anos, Josey, foi encontrado sozinho em um barco alugado pela mãe no Lago Piru, um reservatório artificial na Floresta Nacional Los Padres, no Condado de Ventura, na Califórnia. Cerca de três horas depois de Rivera e o filho saírem do cais, outro velejador descobriu Josey dormindo no barco com o colete salva-vidas. Um colete salva-vidas para adultos também foi encontrado a bordo, junto com a identificação de Rivera. Josey relatou aos investigadores que sua mãe estava nadando e não voltou para o barco. O veículo dela, uma Mercedes G Wagon preta, foi encontrado no estacionamento. O xerife do Departamento do Condado de Ventura suspendeu a operação de busca e resgate naquela noite, mas anunciou sua intenção de retomar seus esforços ao amanhecer.
No dia 13 de julho, foi anunciado que um corpo havia sido encontrado flutuando no Lago Piru por mergulhadores quando a busca foi retomada pela manhã. A informação foi divulgada pela corporação. De acordo com o site de notícias TMZ o corpo era o de Naya. Seu corpo foi oficialmente identificado em uma conferência de imprensa realizada mais tarde naquele dia. A atriz foi oficialmente declarada morta no dia 13 de julho, coincidentemente no mesmo dia em que seu colega de elenco Cory Monteith completava 7 anos de falecimento. O xerife do Departamento sugeriu que Rivera e Josey possam ter sido pegos por uma corrente, comum na área, especialmente durante a tarde, e que ela "teve energia o suficiente para salvar seu filho, mas não o suficiente para salvar a si mesma". Em 14 de julho, o médico legista do condado de Ventura divulgou um relatório de autópsia declarando que a causa da morte foi um afogamento acidental, e que não havia evidências de ferimentos ou intoxicação. Rivera foi enterrada no Forest Lawn Memorial Park, localizado em Hollywood Hills, um cemitério conhecido pelo enterro de muitas estrelas da indústria do entretenimento, em um funeral privado realizado em 24 de julho.

## Filmografia

### Televisão
| Ano     | Título                         | Personagem      | Notas                                                          |
| ------- | ------------------------------ | --------------- | -------------------------------------------------------------- |
| 1991–92 | The Royal Family               | Hillary Winston | Todos os Episódios                                             |
| 1992–93 | Family Matters                 | Gwendolyn       | Episódios: "Just One Date", "Heart Strings", "Mama's Wedding"  |
| 1993    | The Fresh Prince of Bel-Air    | Cindy           | Episódio: "Bundle of Joy"                                      |
| 1993    | The Sinbad Show                | Party Guest     | Episódios: "It's My Party, I'll Cry If I Want To"              |
| 1995    | Live Shot                      | Ann             | Episódios: "Another Day, Another Story"                        |
| 1996    | Baywatch                       | Willa           | Episódio: "Scorcher"                                           |
| 1997–99 | Smart Guy                      | Kelly Tanya     | Episódios: "Baby, It's You and You and You", "Never Too Young" |
| 1999    | The Jersey                     | Garota #2       | Episódio: "Be True to You"                                     |
| 2002    | House Blend                    | Chloe           | Piloto da Televisão                                            |
| 2002    | Even Stevens                   | Charlene        | Episódio: "Short Story"                                        |
| 2002–04 | Pajama Rama                    | Ela mesma       | Apresentadora                                                  |
| 2002–06 | The Bernie Mac Show            | Donna           | Papel Recorrente                                               |
| 2003    | Soul Food                      | Lauryn          | Episódios: "Truth's Consequences", "Nobody's Child"            |
| 2004    | 8 Simple Rules                 | Nice Girl       | Episódio: "Halloween"                                          |
| 2007    | Wild World of Spike            | Ela mesma       | Episódio 13                                                    |
| 2008    | Girlfriends                    | Moça Jovem      | Episódio: "Stand and Deliver"                                  |
| 2008    | CSI: Miami                     | Rachel Calvado  | Episódio: "Power Trip"                                         |
| 2009–15 | Glee                           | Santana Lopez   | Elenco Principal (Recorrente na 1ª e 6ª temporada)             |
| 2010    | When I Was 17                  | Ela mesma       | Episódio 28, com Carmelo Anthony e Taye Diggs                  |
| 2012    | The Glee Project               | Ela Mesma       | Mentora 2ª Temporada (Episódio: "Sexuality")                   |
| 2012    | This Is How I Made It          | Ela Mesma       | Episódio 3, junto com Chris Brown                              |
| 2013    | Fashion Police                 | Ela mesma       | Convidada Especial                                             |
| 2013    | Styled To Rock                 | Ela Mesma       | Jurada Convidada                                               |
| 2014    | The Real Housewives of Atlanta | Ela mesma       | Temporada 6, Episodio 26: "Secrets Revealed"                   |
| 2015    | Devious Maids                  | Blanca          | Temporada 3: Recorrente                                        |
| 2016    | American Dad!                  | Lolo Fuentes    | Participação Especial                                          |
| 2016    | Snoop & Martha                 | Ela Mesma       | Participação Especial                                          |
| 2017    | RuPaul's Drag Race             | Ela Mesma       | Jurada Convidada                                               |
| 2018-19 | Step Up: High Water            | Collette Jones  | 20 Episódios                                                   |
| 2020    | Sugar Rush: Extra Sweet        | Ela mesma       | Jurada Convidada (Aparição póstuma)                            |

### Filmes
| Ano  | Título                     | Papel               | Notas                                                                    |
| ---- | -------------------------- | ------------------- | ------------------------------------------------------------------------ |
| 2002 | Mestre dos Disfarces       | Captain America Kid | Cena Deletada                                                            |
| 2009 | Frankenhood                | Hottie              | Nos créditos seu nome aparece como Naya Maria Rivera (Maria foi um erro) |
| 2011 | Glee: The 3D Concert Movie | Santana Lopez       | 3D Concert Film(Documentário)                                            |
| 2013 | The Naughty List           | Sparkle (voz)       | Animação natalina                                                        |
| 2014 | At The Devil's Door        | Vera                | Filme de terror paranormal                                               |
| 2017 | Mad Families               | Felipa              | Comédia da Sony Crackle                                                  |

## Singles
| Ano  | Título                   |
| ---- | ------------------------ |
| 2013 | "Sorry" (feat. Big Sean) |

## Videos musicais
| Ano  | Artista | Título                  |
| ---- | ------- | ----------------------- |
| 2002 | B2K     | Why I Love You          |
| 2012 | 2Cellos | Supermassive Black Hole |

## Teatro
| Ano       | Título          | Papel |
| --------- | --------------- | ----- |
| 2006–2007 | U Don't Know Me | Keila |

## Prêmios e indicações
| Ano  | Prêmio                         | Categoria                                                   | Resultado |
| ---- | ------------------------------ | ----------------------------------------------------------- | --------- |
| 1992 | Young Artist Awards            | Melhor Atriz Jovem de 10 Anos ou Menos em um Longa-Metragem | Indicado  |
| 2010 | Prêmios Screen Actors Guild    | Melhor Elenco de Série de Comédia - Glee                    | Venceu    |
| 2010 | Imagen Awards                  | Melhor Atriz Coadjuvante - Televisão                        | Indicado  |
| 2010 | Teen Choice Awards             | Choice Grupo Musical - Glee                                 | Indicado  |
| 2010 | Teen Choice Awards             | Choice Programa de TV: Comédia - Glee                       | Venceu    |
| 2010 | Golden Globe Awards            | Melhor Série de Televisão: Musical ou Comédia - Glee        | Venceu    |
| 2011 | Prêmios Screen Actors Guild    | Melhor Elenco de Série de Comédia - Glee                    | Indicado  |
| 2011 | Grammy Awards                  | Melhor Performance Pop por um Duo ou Grupo com Vocais       | Indicado  |
| 2011 | Teen Choice Awards             | Choice Programa de TV: Comédia - Glee                       | Venceu    |
| 2011 | ALMA Awards                    | Atriz de TV Favorita - Papel Principal em uma Comédia       | Indicado  |
| 2011 | ALMA Awards                    | Melhor Artista Musical Feminina                             | Venceu    |
| 2011 | Golden Globe Awards            | Melhor Série de Televisão: Musical ou Comédia - Glee        | Venceu    |
| 2012 | Prêmios Screen Actors Guild    | Melhor Elenco de Série de Comédia - Glee                    | Indicado  |
| 2012 | My TV Awards                   | Mulher Ridiculamente Bonita                                 | Venceu    |
| 2012 | My TV Awards                   | Melhor Atriz Coadjuvante em uma Comédia                     | Venceu    |
| 2012 | NewNowNext Awards              | Porque Você é Gostosa                                       | Venceu    |
| 2012 | ALMA Awards                    | Melhor Artista Musical Feminina                             | Venceu    |
| 2012 | ALMA Awards                    | Atriz de TV Favorita - Papel Principal em uma Comédia       | Venceu    |
| 2012 | Teen Choice Awards             | Choice Programa de TV: Comédia - Glee                       | Venceu    |
| 2013 | Prêmios Screen Actors Guild    | Melhor Elenco de Série de Comédia - Glee                    | Indicado  |
| 2013 | Teen Choice Awards             | Choice Programa de TV: Comédia - Glee                       | Venceu    |
| 2014 | Behind The Voice Actors Awards | Melhor Performance Vocal de TV - The Naughty List           | Venceu    |
| 2014 | Teen Choice Awards             | Choice Programa de TV: Comédia - Glee                       | Indicado  |
| 2014 | People's Choice Awards         | Amizade Favorita Entre Meninas (com Lea Michele)            | Venceu    |
| 2014 | Teen Choice Awards             | Estrela Que Rouba a Cena                                    | Venceu    |
| 2015 | Golden Globe Awards            | Atriz Convidada: Comédia - Devious Maids                    | Indicado  |
| 2017 | People's Choice Awards         | Livros: Biografia do Ano - Sorry Not Sorry                  | Venceu    |